# Aarne Ervi
Aarne Adrian Ervi (Forssa, 19 maggio 1910 – Helsinki, 26 settembre 1977) è stato un architetto finlandese.
Fu collaboratore di Alvar Aalto dal 1934 al 1935; tra le sue opere si ricordano il centro residenziale di Tapiola, il palazzo universitario Porthania dell'Università di Helsinki (1956), l'Atelier Ervi di Helsinki (1961) e una piscina a Salo (1973).
Aderì ad un rigoroso geometrismo.